# Octavio Smith
Octavio Smith (Caibarién, 31 de mayo de 1921 - La Habana, 15 de octubre de 1987) Fue un poeta cubano, miembro del consejo de redacción de la revista Orígenes.  En su poesía puede apreciarse una búsqueda de un territorio interior que se entremezcla con determinadas visiones de lo legendario, así como una expresión espiritual de lo fugaz,demarcada por una simbología marina y terrestre y por su visión ascética y mística de lo poético.

## Biografía
Nacido el 31 de mayo de 1921 en Caibarién, Las Villas, Cuba, Octavio Smith fue hijo del abogado Julio Smith y de Georgina Foyo. Cursó estudios primarios en su ciudad natal, y en 1935 se trasladaría a La Habana junto a su familia, ciudad donde culminaría en 1938 el bachiller en letras en el Colegio de los Hermanos Maristas de La Víbora. En 1942 inicia sus estudios de Derecho Civil en la Universidad de La Habana donde haría amistad con Agustín Pi, Cintio Vitier, Eliseo Diego y las hermanas Fina y Bella García-Marruz. Junto a ellos participaría en la tertulia el Turco Sentado realizada en la casa de Josefina Badía en Neptuno 308 y sería fundador de la revista Clavileño en la que aperecerían por primera vez algunos poemas suyos. Además de esto, por mediación del fraile franciscano Ignacio Biaín Moyúa, colaboraría en la revista Semanario Católico.
A mediados de los años 40 conocerá al escritor José Lezama Lima que lo invitará a colaborar en la revista Orígenes. De este modo, algunos poemas suyos aparecerían en el sexto número de dicha revista en el año 1945. También mediante una invitación de Lezama Lima publicaría en 1946 su libro Del Furtivo Destierro bajo el sello de Ediciones Orígenes. En 1948 viaja a España y a su regreso a Cuba seguiría colaborando con Orígenes y formaría parte del consejo de redacción de la revista hasta la desaparición de esta. En ese mismo año Cintio Vitier lo incluye en su antología Diez Poetas Cubanos que daría forma al canón estético del origenismo.
Además de su labor poética, Octvio Smith pertenecería en su juventud a la Agrupación Católica Universitaria cuyos miembros eran formados en una estricta disciplina espiritual, aunque el carácter rigorista de la agrupación haría que el poeta se partara de ella progresivamente. Smith, debido a su formación  liberal, se acercaría más a las nuevas visiones sobre el catolicismo que planteaba el Concilio Vaticano II y se esforzaría por llevar las ideas planteadas en dicho concilio a los católicos cubanos a través del teatro de modo que esto permitiera una renovación eclesiástica. En la década de los 60 colaboraría con la revista Islas, editada por el poeta Samuel Feijoo en Las Villas y en 1966 publicaría su libro Estos barrios. En el 1968 dejaría su trabajo como notario y comenzaría a trabajar como investigador literario en la Biblioteca Nacional de Cuba. Allí realizaría investigaciones sobre la vida de Santiago Pita, autor de la obra de teatro El príncipe jardinero y fingido Cloridano, y sobre Luisa Pérez de Zambrana y su hermana Julia Pérez Montes de Oca. En 1974 pubicaría su libro de poemas Crónicas que sería elogiado por el crítico literario Enrique Saínz y en 1983 se retiraría como investigador literario debido a problemas de salud. Octavio Smith moriría en La Habana el 15 de octubre de 1987.

## Obras
- Del furtivo destierro (poesía, La Habana, 1946)
- Estos barrios (poesía, La Habana, 1966)
- Crónicas (poesía, La Habana, 1974)
- Para una vida de Santiago Pita (ensayo, La Habana,1978)
- Lejos de la casa marina (poesía, La Habana, 1981)
- Variantes en poemas del primer Casal (ensayo, La Habana,1981)
- Andanzas (poesía, La Habana,1987)